# Hudo (Novo Mesto, Slovenija)
Hudo je naselje u slovenskoj Općini Novom Mestu. Hudo se nalazi u pokrajini Dolenjskoj i statističkoj regiji Jugoistočnoj Sloveniji. 

## Stanovništvo
Prema popisu stanovništva iz 2002. godine naselje je imalo 65 stanovnika.